# George Franklin Fort
George Franklin Fort (1 de janeiro de 1809 - 23 de abril de 1872) foi um médico, político, juiz esatdunidense. Filiado ao Partido Democrata, serviu como o 16º governador de Nova Jérsei, de 1851 a 1854. Seu sobrinho, John Franklin Fort, seria um futuro governador republicano de Nova Jérsei, que serviu de 1908 a 1911.
Fort nasceu próximo a Pemberton, Nova Jérsei. Se graduou pela Escola de Medicina da Universidade da Pensilvânia em 1828, começando a praticar medicina e em 1830, em Imlaystown, Nova Jérsei, casou-se com Anna Marie Bodine, tendo com ela quatro filhos.
A carreira pública de Fort se iniciou quando este foi eleito para a Convenção constitucional de Nova Jérsei de 1844 no Condado de Monmouth. Na convenção, Fort apoiou o sufrágio universal, a eligibilidade para oficiais, e eleições populares para todos os estados e condados oficiais. Após um ano, foi eleito para a Assembleia Geral de Nova Jérsei e, após terminar seu mandato, foi eleito para o Senado por Nova Jérsei. Em 1850, candidatou-se para o Governo do estado, tendo derrotado o candidato do Partido Whig, John Runk (que anteriormente havia sido um congressista no 29º Congresso dos Estados Unidos). Durante este tempo, os políticos do Partigo Whig atacaram Fort, com a justificativa de que ele era estreitamente alinhado aos interesses ferroviários no estado. No entanto, os Whigs não estavam unidos e Fort venceu uma eleição bastante sólida.
Durante seu mandato governamental, uma legislação aprovou uma grande reforma, incluindo o dia de trabalho de 10 horas, e a proteção à criança. No término de seu mandato, seu sucessor democrata, Rodman M. Price, designou-o como um juiz. Após sua carreira política terminar, retornou à prática da medicina. Faleceu em 23 de abril de 1872, sendo enterrado no Cemitério Unido da Igreja Metodista em Pemberton.